# Carla Gugino
Carla N. Gugino (født 29. august 1971) er en amerikansk skuespiller, bedst kendt for rollen som "Ingrid Cortez" i Spy Kids-filmene, samt hovedrollen i tv-serien Karen Sisco.
Gugino blev født i Sarasota i Florida af en italiensk-irsk far, og en mor af britisk oprindelse. Moren flyttede familien til Paradise i Californien da Gugino var fire år gammel. Selv om hun flyttede en del rundt i Californien som barn, fik hun vældig gode karakterer på skolen. I en alder af 15 blev hun opdaget af et modelbureau i San Diego, og flyttede til New York. Gugino brød sig ikke særligt meget om modelarbejdet, så hun flyttede tilbage til Californien samme sommer, og begyndte senere at studere skuespil.
Gugino har optrådt i flere film, inkluderet Snake Eyes (1998), Judas Kiss (1998), de tre film om Spy Kids, Son in Law, og sidst en lesbisk tilsynsfører i filmen Sin City. Hun har også optrådt i flere tv-serier, som Alf, Doogie Howser, M.D., Saved by the Bell, Who's the Boss? og The Wonder Years, samt at hun optrådte i Bon Jovis musikvideo til sangen "Always" i 1994.
Hun havde desuden rollen som "Ashley Schaeffer" i tv-serien Spin City.